# Calafatament

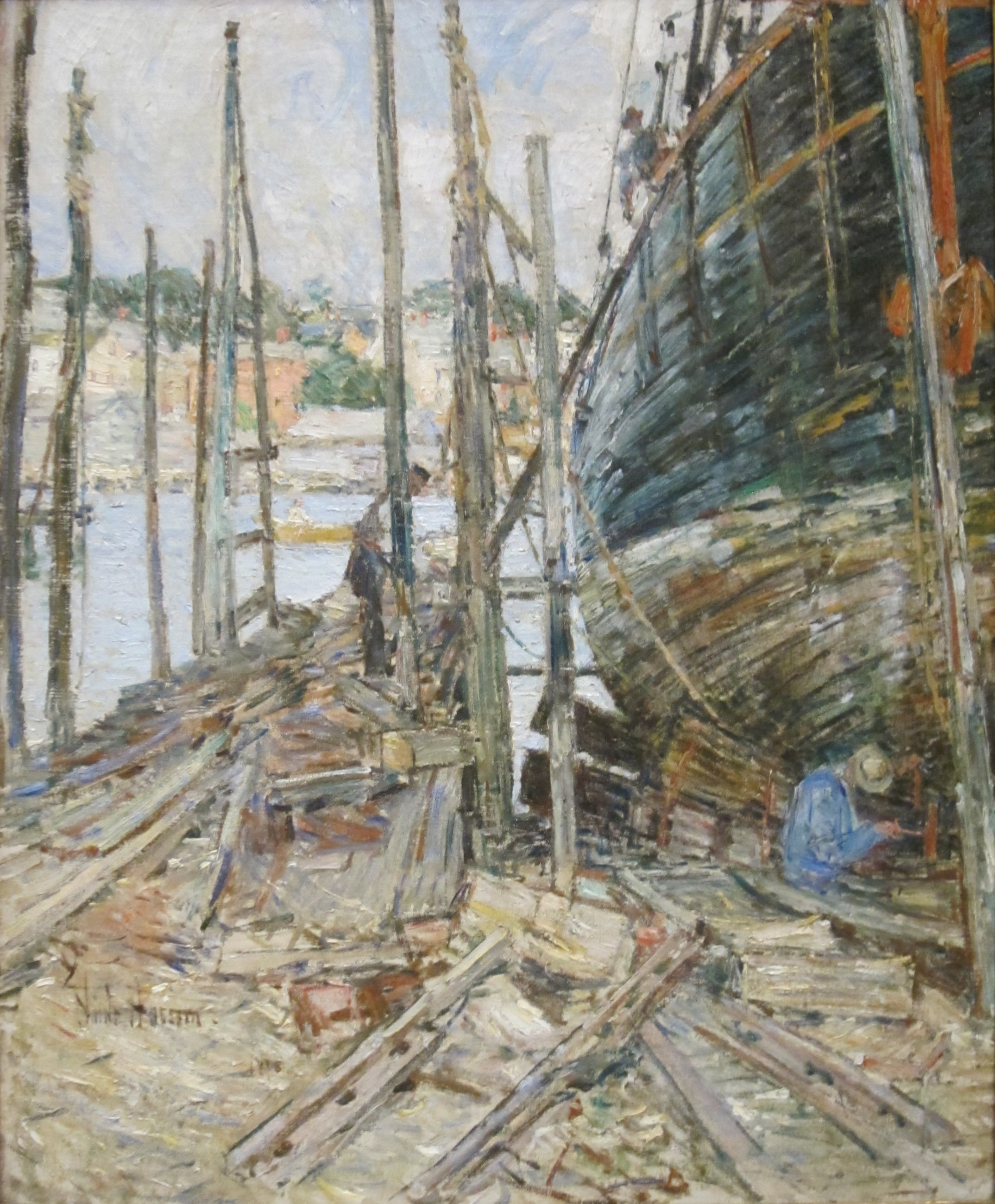
Oli del pintor impressionista Childe Hassam de l'any 1898 representant el calafatament d'un vaixell.

El calafatament és l'acció d'impermeabilitzar el buc d'un vaixell. Concretament el calafatament consisteix a obrir els coments, les escletxes entre taulons, introduir-hi fils de cànem o lli i finalment impregnar-ho tot amb pega i quitrà. Actualment, també s'utilitzen productes sintètics per a realitzar l'operació.
El calafatar es feia just després de la construcció d'una nau o, juntament amb el bruscar i espalmar, com a manteniment un cop l'any, generalment abans de l'arribada del bon temps, a partir de Pasqua, per garantir-ne l'estanquitat i fer que l'embarcació llisqués millor i anés més de pressa. Per altra banda, el procés de calafatar és complex i, per això, els calafats han estat tradicionalment ben pagats.

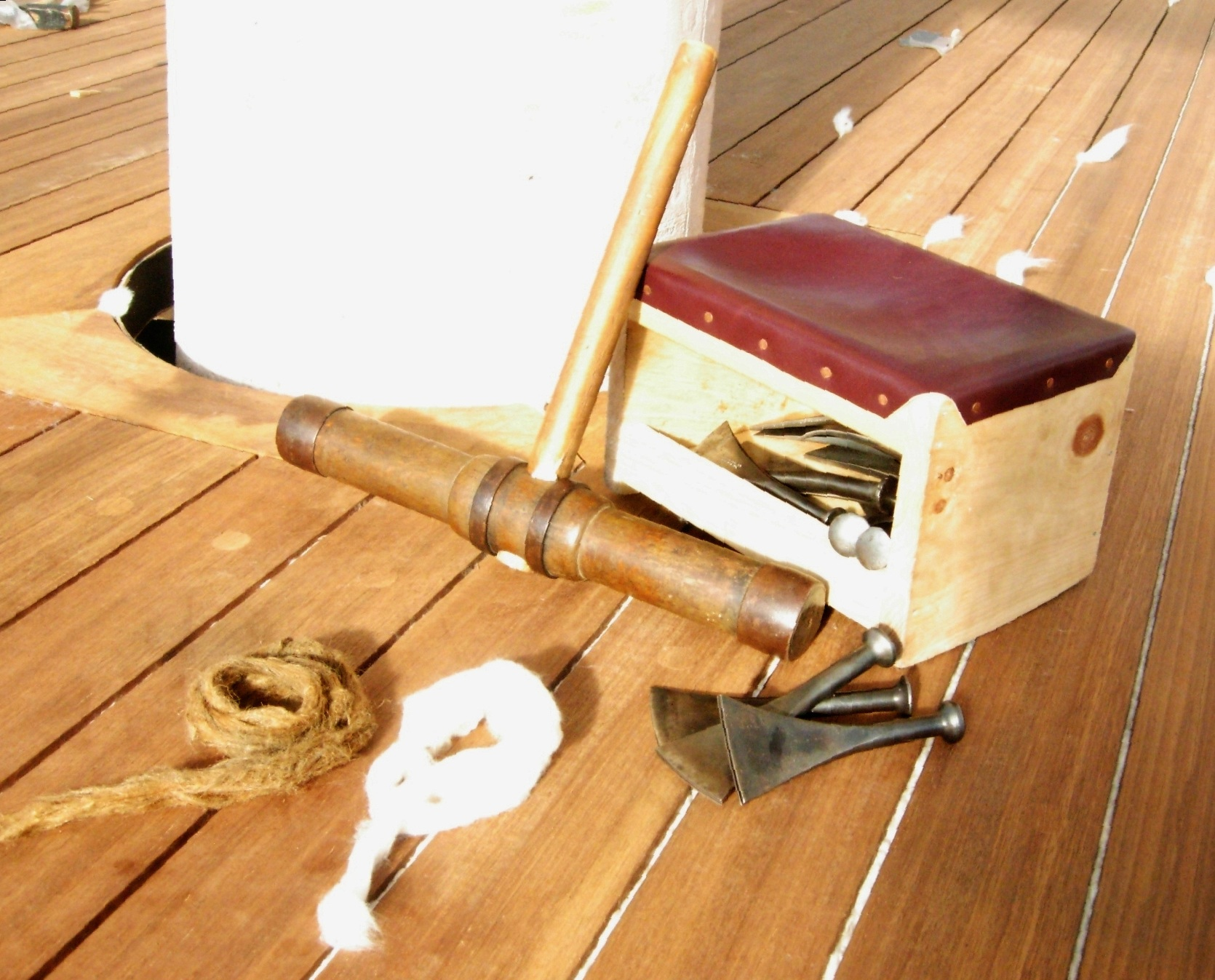
Mall, ferros de calafatar i fibres durant la primera fase del calafatament.

## El procés
El calafatament és un procés que s'aplica quan el mestre d'aixa, el constructor del vaixell, ha acabat la construcció del buc. En aquest estadi, el buc es considera que és «blanc» i després de l'acció del calafat passarà a ser «negre». També durant el manteniment d'una embarcació, que solia fer-se un mínim d'un cop cada any després de Pasqua, es calafatava el vaixell, es bruscava (l'operació de bruscar consistia en socarrar l'obra viva del buc emprant brusca, palla o llenya menuda, per tal de matar la broma i assecar la fusta) i s'espalmava (untar el buc amb sèu fos, per fer que llisqui més bé). En el cas del manteniment el buc quedava net de barbes d'alguer, musclos, corc marí… i sovint es feien petites reparacions, substituint taulons malmesos o retallant-los i posant-hi un pastell, un tros de fusta menys gran. En els cas dels vaixells de rems, com les galeres, més relacionats amb la guerra, sovint aquestes tasques es podien fer cada dos mesos.
El primer pas durant la realització d'un calafatament era la inserció d'un o dos fils de cànem, lli o estopa als coments, la separació que hi ha entre els diferents taulons d'una embarcació. Això es feia amb un mall i amb ferros de calafatar.
Un cop fet això es procedia a embetumar el buc amb les llanades o caps vells sucats amb pega o quitrà a totes les parts on el buc estava en contacte amb l'aigua. També se solia aplicar a les cobertes o la sentina. En alguns casos s'enquitranaven també l'eixàrcia i les gúmenes.
Per dins el buc també s'untava. En aquest cas, però, no es feia servir quitrà sol. Per evitar que les rates roseguessin el material se solia barrejar amb grava, pèl de vaca i trossos de vidre. Un cop assecada, aquesta mescla s'anomenava «crostam».

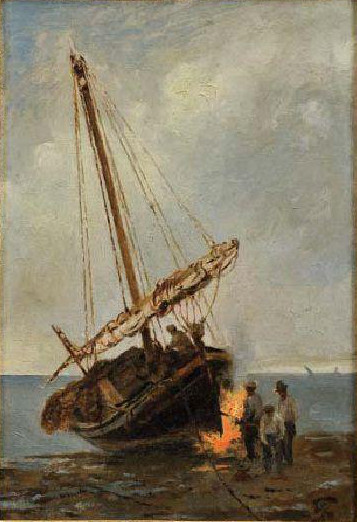
Oli de 1920 d'un calafatament a Portugal.

## Eines

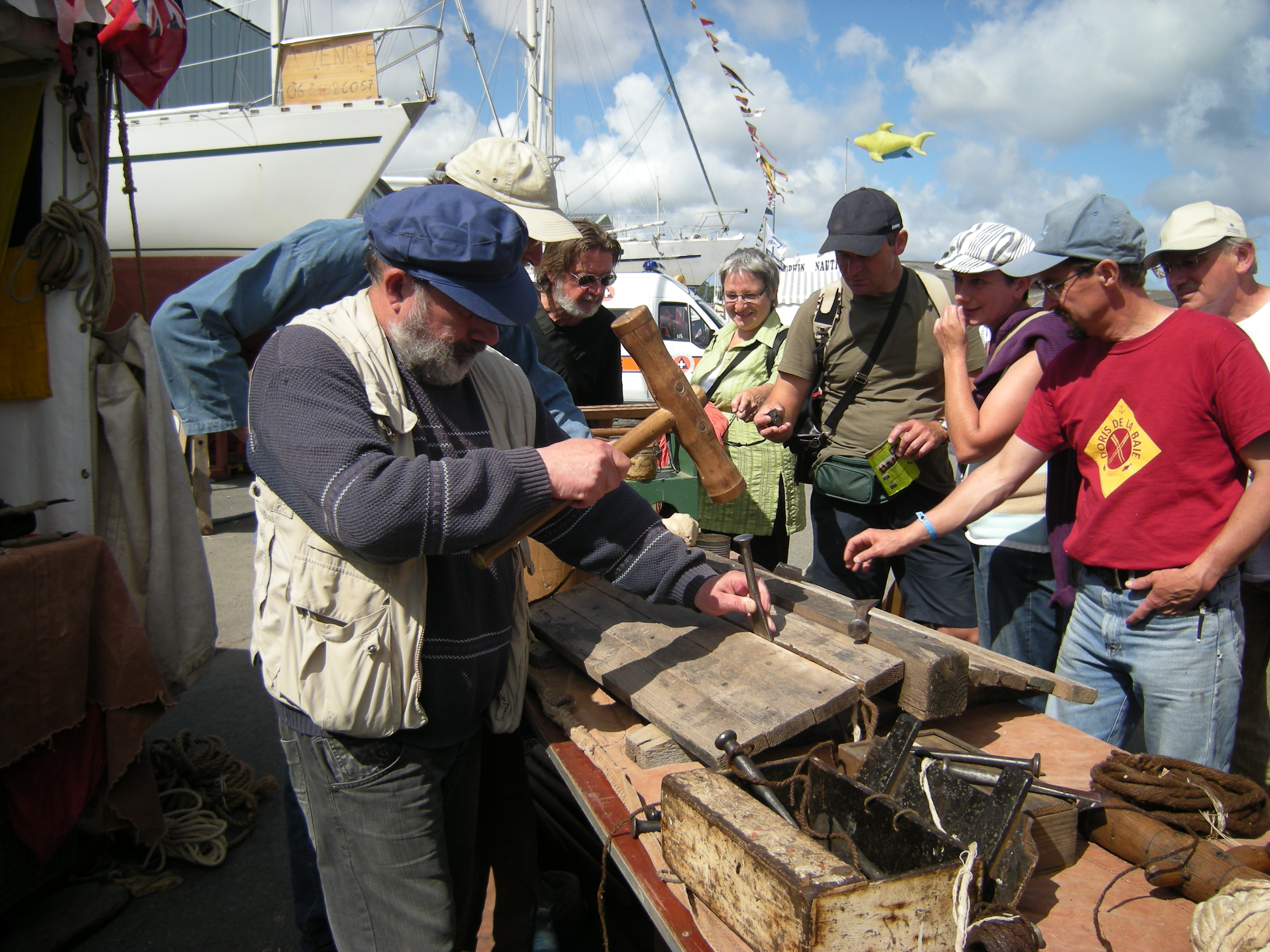
Demostració de l'operació de calafatament al "Festival du chant de marin de Paimpol" (2009).

Els calafats tradicionals empraven una maça de fusta en forma de lletra T (anomenada maçola o canari) per a picar una eina de ferro semblant a un escarpre (calador o calafatar). La punta del calador introduïa la metxa enquitranada en les escletxes que quedaven entre les llates o taules del folre. La maçola era sovint de fusta de ginjoler i en repicar feia un so molt agut, probable origen del sinònim "canari".
A més de les eines bàsiques descrites, els calafats n'empraven d'altres, algunes normals i d'altres especialitzades de terminologia incerta:
- caladors (o ferros de calar) de mides diferents
- martell d'orelles
- xerrac de punta
- xerrac de repèl
- barrines
- aviador (barrina especial)[9][10]
- llevaestopa
- aixa de vogir

## Importància històrica
A diferència d'altres oficis relacionats amb la construcció naval, que sovint es contractaven en funció de la producció, els calafats treballaven a jornal fix (des de l'any 1445 a Barcelona) i podien treballar sense presses, garantint una feina acurada.